# إيلي كاربنتر
إيلي كاربنتر (بالإنجليزية: Ellie Carpenter)‏ هي لاعبة كرة قدم أسترالية، ولدت في 28 أبريل 2000 في كورا ‏ في أستراليا. شاركت مع منتخب أستراليا تحت 17 سنة لكرة القدم للسيدات ومنتخب أستراليا لكرة القدم للسيدات. أما مع النوادي، فقد لعبت مع بورتلاند ثورنز وكانبيرا يونايتد.

## وصلات خارجية
- إيلي كاربنتر على موقع الاتحاد الدولي (مؤرشف)  (الإنجليزية)
- إيلي كاربنتر على موقع قاعدة بيانات كرة القدم.إي يو (الإنجليزية)
- إيلي كاربنتر على موقع Soccerway.com (الإنجليزية)
- إيلي كاربنتر على موقع اللجنة الأولمبية الدولية (الإنجليزية)
- إيلي كاربنتر على موقع أوليمبيديا (الإنجليزية)
- إيلي كاربنتر على موقع اللجنة الأولمبية الأسترالية (الإنجليزية)